# Las Vegas Desert Classic

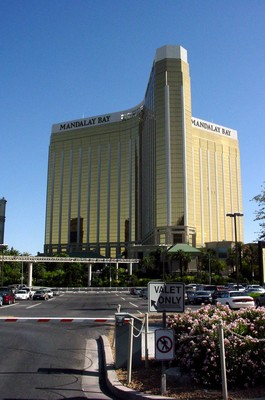
Het Mandalay Bay Resort and Casino waar het toernooi tussen 2006 en 2009 gespeeld werd

De Las Vegas Desert Classic was een internationaal dartstoernooi en tot en met 2009 een van de zeven televisietoernooien van de Professional Darts Corporation. De Las Vegas Desert Classic werd tussen 2002 en 2009 ieder jaar in juni gehouden in het MGM Grand Casino and Hotel, Las Vegas, Nevada. Na 2006 werd het toernooi gespeeld in het Mandalay Bay Resort and Casino, dat een grotere capaciteit bezit. Via een knock-outsysteem speelden 32 deelnemers, voorafgegaan door kwalificatiewedstrijden, om de titel. Het totaal aan prijzengeld bedroeg per editie US$250.000.
Met de wens van de PDC om de dartsport wereldwijd te ontwikkelen werd het toernooi in Las Vegas in de beginjaren dankzij sponsors kunstmatig in leven gehouden. Later werd het evenement op de televisie uitgezonden door Fox Sports World (VS), Sky Sports (Verenigd Koninkrijk) en Sport1 (Nederland).
Phil Taylor won de eerste titel ooit in Las Vegas door Ronnie Baxter in de finale van 2002 te verslaan. Sindsdien pakte Taylor nog viermaal de Las Vegas Desert Classic-titel (2004, 2005, 2008, 2009). Peter Manley won het toernooi in 2003. In 2006 eiste de Canadees John Part de vijfde editie van de Desert Classic op door Raymond van Barneveld te kloppen in de eindstrijd. Een jaar later behaalde Barney op de Las Vegas Desert Classic 2007 de titel tegen de Engelsman Terry Jenkins.
Na de editie van 2009 stopte het toernooi. Er kwam een ander toernooi voor in de plaats, de Tropicana World Series, maar dit toernooi werd niet uitgezonden op televisie.

## Winnaars Las Vegas Desert Classic

### Mannen
| Jaar | Winnaar (gemiddelde in finale) | Legs           | Runner-up (gemiddelde in finale) | Sponsors       | Prijzenpot | Winnaar | Runner-up | Plaats       |
| ---- | ------------------------------ | -------------- | -------------------------------- | -------------- | ---------- | ------- | --------- | ------------ |
| 2002 | Phil Taylor (103,98)           | 3 – 0 (sets)   | Ronnie Baxter (98,46)            | Partypoker.com | £36,250    | £12,500 | £6,250    | MGM Grand    |
| 2003 | Peter Manley (96,81)           | 16 – 12 (legs) | John Part (95,07)                | Partypoker.com | £60,000    | £14,000 | £6,250    | MGM Grand    |
| 2004 | Phil Taylor (100,80)           | 6 – 4 (sets)   | Wayne Mardle (95,22)             | Partypoker.com | £84,100    | £15,000 | £7,500    | MGM Grand    |
| 2005 | Phil Taylor (101,97)           | 6 – 1 (sets)   | Wayne Mardle (94,77)             | Partypoker.com | £84,100    | £15,000 | £7,500    | MGM Grand    |
| 2006 | John Part (92,79)              | 6 – 3 (sets)   | Raymond van Barneveld (92,85)    | Partypoker.com | £84,100    | £15,000 | £7,500    | Mandalay Bay |
| 2007 | Raymond van Barneveld (101,55) | 13 – 6 (legs)  | Terry Jenkins (92,37)            | Partypoker.com | £126,400   | £20,000 | £10,000   | Mandalay Bay |
| 2008 | Phil Taylor (105,53)           | 13 – 7 (legs)  | James Wade (92,26)               | Partypoker.com | £126,400   | £20,000 | £10,000   | Mandalay Bay |
| 2009 | Phil Taylor (102,21)           | 13 – 11 (legs) | Raymond van Barneveld (98,52)    | Partypoker.com | £182,000   | £30,000 | £15,000   | Mandalay Bay |

### Vrouwen
| Jaar | Winnaar (gemiddelde in finale) | Legs         | Runner-up (gemiddelde in finale) | Sponsors       | Prijzenpot | Winnaar | Runner-up | Plaats    |
| ---- | ------------------------------ | ------------ | -------------------------------- | -------------- | ---------- | ------- | --------- | --------- |
| 2002 | Deta Hedman (,)                | 2 – 1 (sets) | Crissy Howat (,)                 | Partypoker.com | £50,000    | £25,000 | £10,000   | MGM Grand |
| 2003 | Stacy Bromberg (,)             | 6 – 4 (legs) | Deta Hedman (,)                  | Partypoker.com | £50,000    | £25,000 | £10,000   | MGM Grand |
| 2004 | Trina Gulliver (,)             | 6 – 5 (legs) | Stacy Bromberg (,)               | Partypoker.com | £50,000    | £25,000 | £10,000   | MGM Grand |
| 2005 | Trina Gulliver (,)             | 6 – 1 (legs) | Deta Hedman (,)                  | Partypoker.com | £50,000    | £25,000 | £10,000   | MGM Grand |